# CDCA8
CDCA8‏ (Cell division cycle associated 8) هوَ بروتين يُشَفر بواسطة جين CDCA8 في الإنسان.